# Нічний експрес (поїзд Маріуполь — Рахів)
«Нічний експрес» — фірмовий пасажирський поїзд Укрзалізниці № 5/6 сполученням Запоріжжя — Ясіня.
Експлуатант маршруту — Укрзалізниця, власник двох складів потягів — Південна залізниця.

## Історія
Вперше в історії пасажирський потяг за маршрутом Маріуполь — Рахів було призначено з 13 грудня 2021 року, який має найбільшу довжину шляху - 1806 км.
На перший рейс було продано 90% квитків.
16 лютого 2022 року поїзд вирушив під Гімном України. Цей поїзд став Поїздом єднання. Стяг підписали на 15 зупинках. 
Станом на 22 лютого 2022 року поїзд перевіз 27 тисяч пасажирів.
Внаслідок російського вторгнення в Україну поїзд скорочувався до маршруту Запоріжжя - Івано-Франківськ, але з 11 грудня 2022 року поїзд знову курсував до станції Рахів.

## Інформація про курсування
| Розклад руху потяга (з 10.12.2023) | Розклад руху потяга (з 10.12.2023) | Розклад руху потяга (з 10.12.2023) | Розклад руху потяга (з 10.12.2023) | Розклад руху потяга (з 10.12.2023) |
| Час прибуття                       | Час відправлення                   | Станція                            | Час прибуття                       | Час відправлення                   |
| ---------------------------------- | ---------------------------------- | ---------------------------------- | ---------------------------------- | ---------------------------------- |
| —                                  | 13:00                              | Запоріжжя                          | 11:05                              | —                                  |
| 10:43                              | —                                  | Ясіня                              | —                                  | 12:23                              |

## Склад потяга
На маршруті курсує один склад. До російського вторгнення в Україну курсував у спільному обороті з поїздом № 78/77 Маріуполь — Харків.
Потяг складається з 10 фірмових пасажирських вагонів різного класу комфортності за повним маршрутом Маріуполь — Рахів:
- Вагон класу Люкс — 1 (№ 5)
- купейних вагонів — 6 (№ 2—4, 6—8);
- плацкартних вагонів — 3 (№ 1, 9, 10).

### Вагони обладнані
- сповивальними столиками;

- екологічно чистими туалетами;
- системами відеоспостереження в зонах спільного користування;
- системами сучасного кондиціювання повітря;
- розетками та USB-портами;
- сигналізацією в кожному пасажирському купе;
- пультами регулювання освітлення з 4 режимами;
- індикаторами зайнятості вбиральні;
- кнопками виклику провідника тощо.

Також, цей поїзд має Купе і СВ, які в 2021 році збудовані вітчизняним виробником та придбані за кошти держбюджету в рамках реалізації програми Президента України Володимира Зеленського «Велике будівництво». Також Плацкартні вагони були капітально відремонтовані.
З 10 грудня 2023 року було додано групу вагонів поїзда № 215/216 Запоріжжя — Чернівці.

## Цікаві факти
- З вікна потяга можна побачити гору Говерлу.
- Цей поїзд має найбільшу відстань - 1806 км.